# San Diego Hall of Champions
Le San Diego Hall of Champions était un musée américain multisports situé à San Diego, en Californie. Il a été reconnu comme le plus grand musée multisports des États-Unis jusqu'à sa fermeture en juin 2017.  
Situé dans le bâtiment fédéral du parc Balboa jusqu'en 2017, cet établissement de 6 500 m2 a reconnu des réalisations sportives exceptionnelles et des traditions impliquant plus de quarante-deux sports. 